# Bataille de Tanagra (426 av. J.-C.)
Ne doit pas être confondu avec la bataille de Tanagra qui a eu lieu en 457 av. J.-C..
Guerre du Péloponnèse
Batailles
- Sybota
- Potidée
- Chalcis
- Patras
- Naupacte
- Mytilène
- Tanagra
- Étolie
- Olpae
- Idomene
- Pylos
- Sphactérie
- Délion
- Amphipolis
- Mantinée
- Mélos
- Expédition de Sicile
- Symi
- Érétrie
- Cynosséma
- Abydos
- Cyzique
- Notion
- Arginuses
- Aigos Potamos

La bataille de Tanagra a eu lieu 426 av. J.-C. entre Athènes et Tanagra. Elle est une des batailles de la guerre du Péloponnèse.
L'île de Mélos ayant refusé de rejoindre la ligue de Délos, Athènes y envoya en 426 une flotte de 60 navires et 2 000 hoplites sous le commandement de Nicias. Ne parvenant pas à conquérir l'île, les Athéniens changèrent de plan et débarquèrent à Oropos en Béotie. Les hoplites débarqués se dirigèrent vers Tanagra et rejoignirent l'armée principale athénienne, venue d'Athènes. Après avoir ravagé le territoire, les Athéniens battirent l'armée de Tanagra renforcée de Thébains, qui avait tenté une sortie. Ils regagnèrent ensuite Athènes.

## Sources antiques
- Thucydide, Guerre du Péloponnèse, livre III ch. 91